# Chipping (Lancashire)
Pour les articles homonymes, voir Chipping.
Chipping est un village et une paroisse civile du Lancashire, en Angleterre.